# M-84
Der M-84 ist ein Kampfpanzer aus jugoslawischer Produktion. Der Panzer stellt eine Weiterentwicklung des sowjetischen T-72A dar.

## Geschichte
In den 1970er-Jahren beschloss die jugoslawische Volksarmee, einen eigenen Kampfpanzer zu entwickeln und zu produzieren. Aufgrund mangelnder Erfahrung der jugoslawischen Rüstungsindustrie im Panzerbau wurde beschlossen, den damals sehr fortschrittlichen sowjetischen Panzer T-72 als Basis zu verwenden. Die Rechte für den Lizenzbau wurden 1979 erworben. Unter dem Codenamen Kapela wurde bei der Maschinenbaufabrik Đuro Đaković in Slavonski Brod mit der Produktion begonnen. Der erste Prototyp wurde 1983 fertiggestellt und die Serienproduktion begann 1984. Bis zum Ausbruch des Jugoslawienkrieges wurden über 500 Stück für die jugoslawische Armee produziert. Der M-84 stellte insgesamt eine deutliche Verbesserung des ursprünglichen T-72 dar. In den folgenden Jahren erfolgten weitere Kampfwertsteigerungen und Modernisierungen in verschiedenen Versionen.

## Technik
Der M-84 ist ein sowjetischer T-72A (Objekt 174) mit verschiedenen Modifikationen und Verbesserungen. Die wichtigste Modifikation ist die in Jugoslawien entwickelte SUV-84-Feuerleitanlage. Der Kommandant verfügt über ein DNKS-2-Periskop mit Nachtkanal-Verstärkerröhre. Der Richtschütze verfügt über ein Zielperiskop DNNS-2 mit Nachtkanal und Laserentfernungsmesser. Damit, mit dem vorne am Turm aufgebauten Wettersensor und dem Ballistikrechner kann der M-84 bei Tag und Nacht Ziele auf eine Distanz von bis zu 4000 Meter bekämpfen. Die Kommunikationsanlage, der Ballistikrechner, die Fahrzeugoptiken, die Feuerunterdrückungsanlage und die Zielerfassungssysteme, mit denen der Panzer aufgerüstet wurde, stammten größtenteils aus dem Westen, nicht zuletzt deshalb, weil Jugoslawien von der Sowjetunion unabhängig sein wollte.

## Einsatz

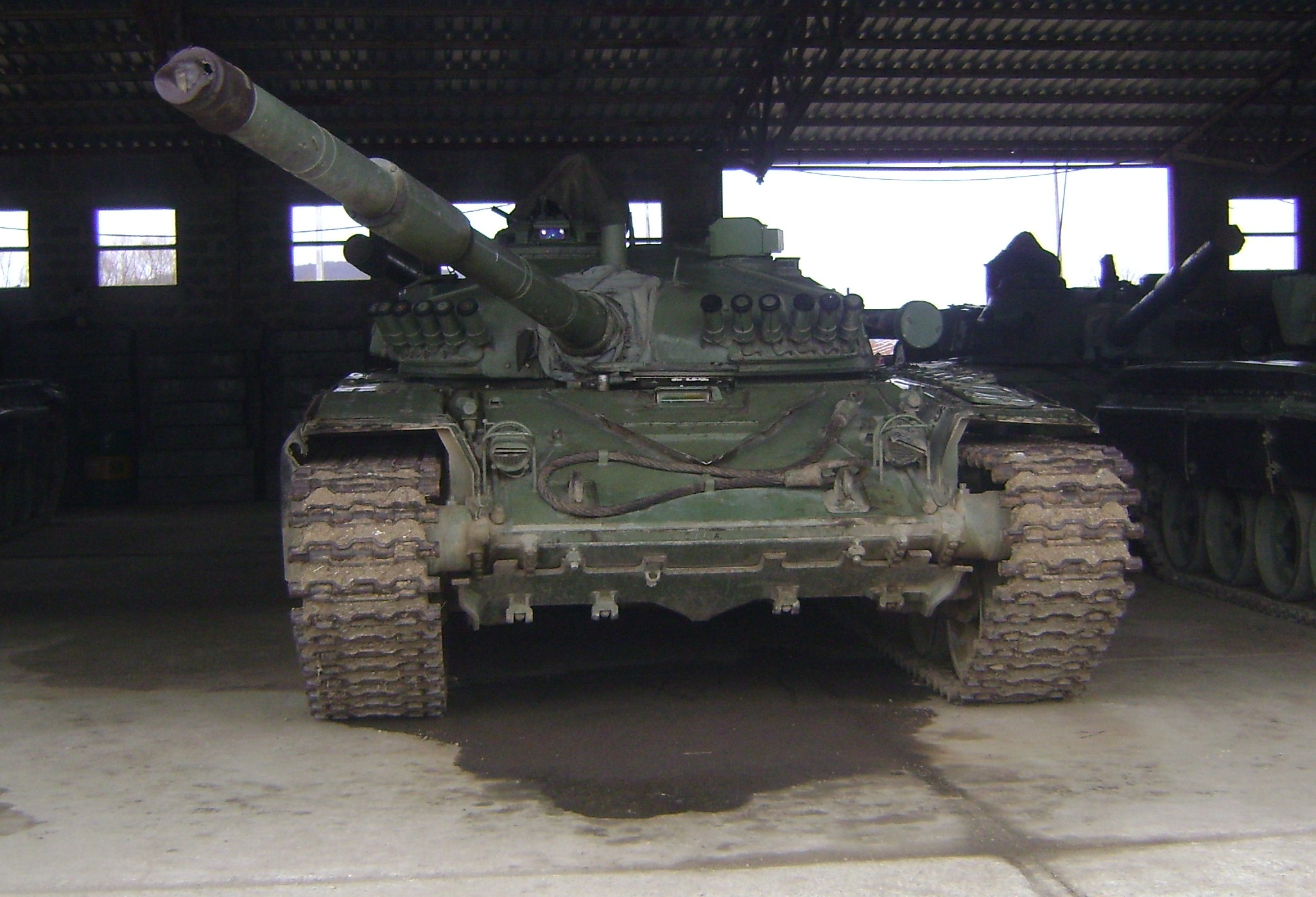
M84 der ehemaligen VRS

Kuwait bestellte 1989 170 M-84AB, 15 Bergepanzer und 15 Befehlspanzer. Die Lieferung kam mit dem Beginn der irakischen Invasion ins Stocken. Die in Saudi-Arabien stationierte 35. kuwaitische Panzerbrigade Fatah („Märtyrer“) erhielt 70 M-84AB, die am Zweiten Golfkrieg teilnahmen. Dort erwies sich der M-84 den irakischen T-55- und T-62-Panzern überlegen. Nach kuwaitischen Angaben gingen lediglich zwei M-84 verloren; sie wurden nach dem Ende der Kampfhandlungen wieder instand gesetzt. Durch Eigenbeschuss gingen weitere M-84 verloren.
Im Jugoslawienkrieg wurde der M-84 bei Gefechten in Slowenien, Kroatien und Bosnien eingesetzt, meist von den Serben und von der mit Serbien verbündeten ehemaligen jugoslawischen Bundesarmee. Bei Panzergefechten und in Ortskämpfen wurden viele M-84 von regulären Truppen oder von einer Miliz vernichtet. Dabei wurden gegen sie erfolgreich infanteristische Panzerabwehrwaffen, Panzerabwehrlenkwaffen und Artillerie eingesetzt. Als besonders wirkungsvoll erwiesen sich dabei das 76-mm-Gebirgsgeschütz M48 und die Panzerabwehrkanone MT-12.
Bei den Gefechten auf dem Balkan erwies sich der M-84 als sehr verwundbar bei Treffern des Geschützturmes; viele von ihnen führten zur Munitionsexplosion. Diese sprengte den Geschützturm von der Panzerwanne und tötete die Besatzung.

## Varianten

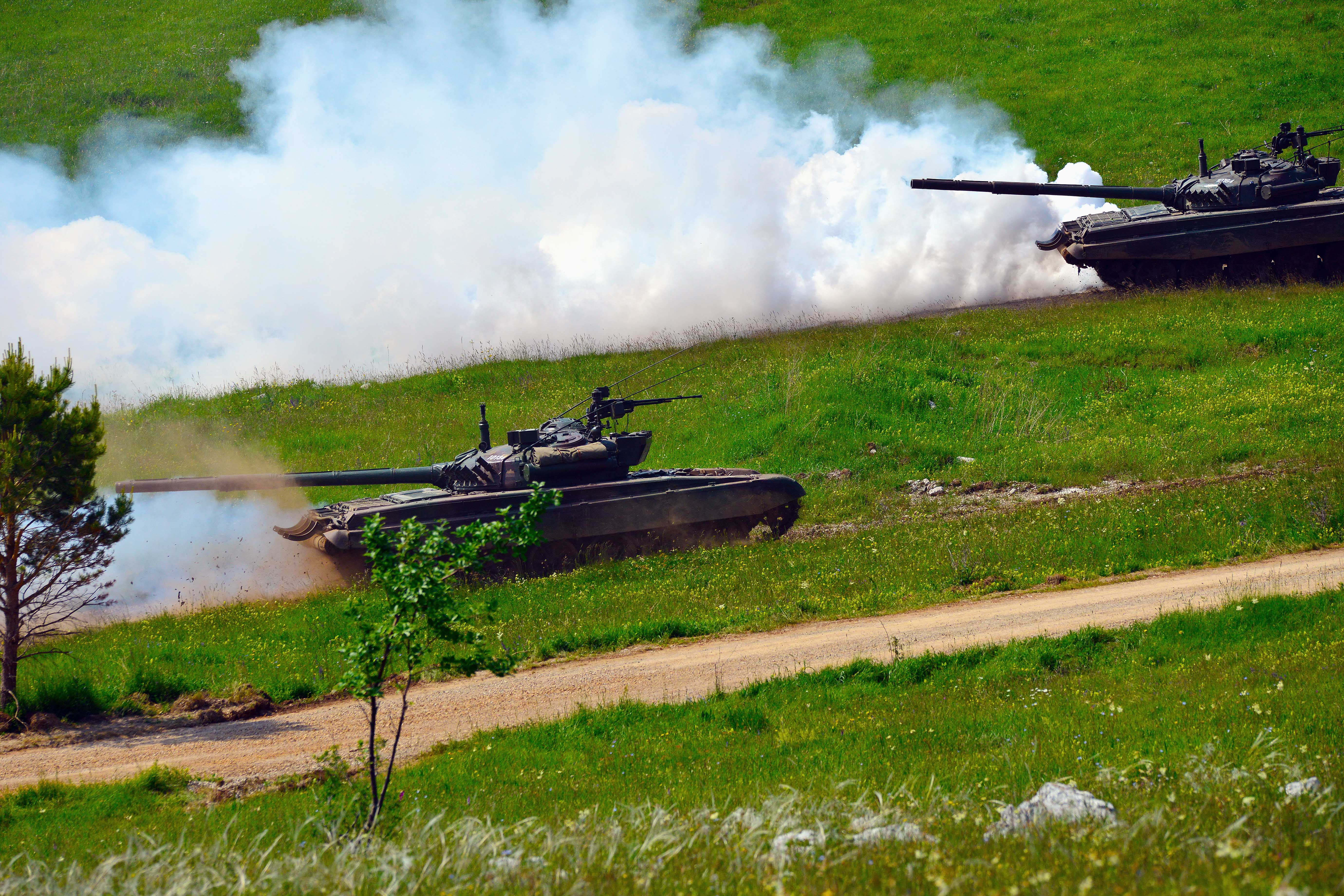
Slowenische M-84 während eines Manövers, 2015

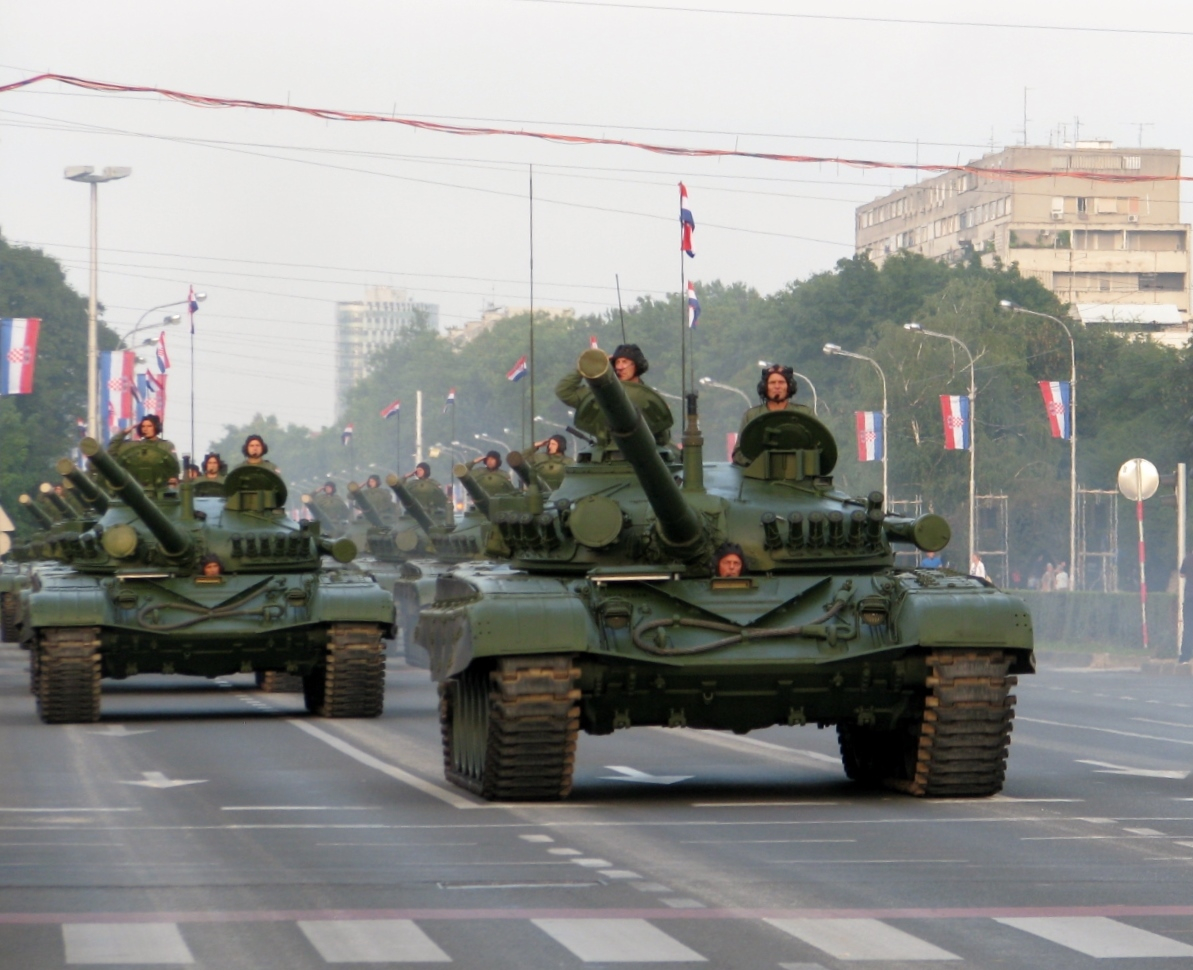
Kroatische M-84

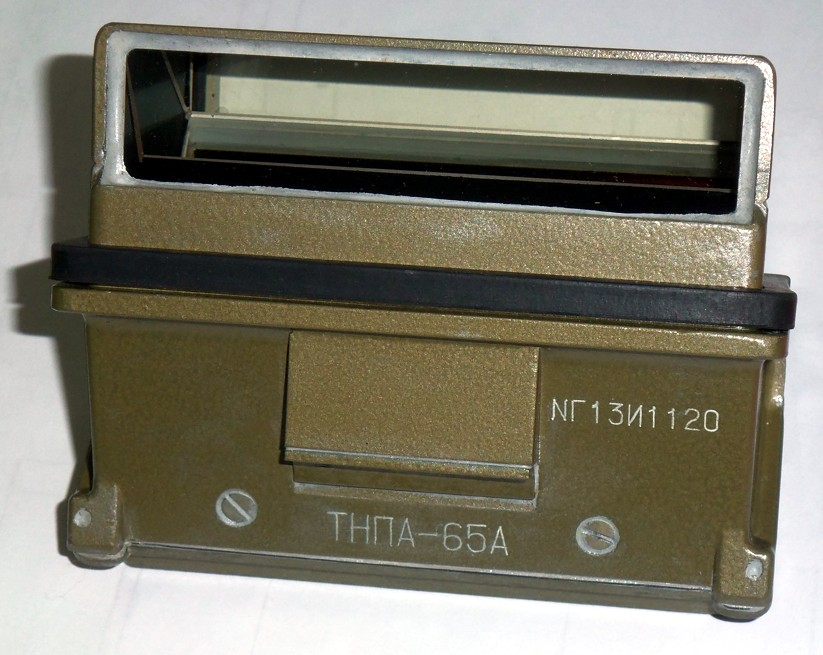
Periskop TNPA-65A

- M-84A: Der M-84A ist mit der modernen computerbasierten Feuerleitanlage SUV-M-84 und der DNNS-2-Optik mit Laserentfernungsmesser bestückt. Zudem war diese Version mit den Periskopen TNP-160, TNPA-65, TNPO-168V (für den Fahrer) und DNKS-2 (für den Kommandanten) ausgerüstet. Weiterhin ist der M-84A mit einem moderneren Kreiselkompass und neuen Interkom- und Kommunikationssystemen ausgestattet.
- M-84AB: M-84A optimiert für den Einsatz in Wüstengebieten. Der M-84AB wurde nach Kuwait exportiert.
- M-84ABN: M-84AB, der mit einer Landortungseinrichtung ausgestattet ist
- M-84ABK: Befehlspanzer, basierend auf dem M-84AB1, der mit umfangreichen Kommunikationsmitteln und Ortungseinrichtungen ausgestattet ist
- M-84A4: verbesserte Version mit neuer SCS-84-Tag-Nachtsichtoptik, dem ballistischen Computer DBR-84 und verbesserten Sensoren für die Höhen- und Seitenrichtung. Im Jahr 2003 erwarb Kroatien 20 M-84A4 aus heimischer Produktion. Zudem wurde der Panzer anstatt vom sowjetischen W-46-Motor von einem 1100-PS-Dieselmotor aus deutscher Produktion angetrieben. Außerdem erhielt diese Variante ein moderneres Kommunikationssystem der britischen Firma Racal.
- M-84AI: Der M-84AI ist ein Bergepanzer, der auf dem M-84A basiert, der Mitte der 1990er-Jahre in der Fabrik „14. Oktober“ in Kruševac entwickelt wurde. Der Entwicklungsprozess wurde von polnischen Ingenieuren unterstützt, die das Know-how aus dem polnischen Bergepanzer WTZ-3 einbrachten. Es war auch geplant, M-84AI-Bergepanzer nach Kuwait zu liefern, dieses Vorhaben wurde aber verworfen. Der M-84AI ist nur mit einem 12,7-mm-Maschinengewehr M87 an der Kommandantenluke und zwölf Wurfbechern zum Verschießen von Nebelwurfkörpern (acht rechts und vier links) ausgestattet. Zudem umfasst die Ausstattung einen TD-50-Kran, einen Räumschild und zwei Seilwinden.
- M-84AS: Beim M-84AS handelt es sich um die modernste Kampfwertsteigerung des M-84 in der serbischen Armee. Es wurde eine neue Feuerleitanlage, eine neue Panzerung aus Stahl, Titan und Aluminium sowie Kontakt-5-Reaktivpanzerung eingebaut; zudem besteht nun die Möglichkeit, Panzerabwehrlenkwaffen 9K119 Refleks zu verschießen. Auch wurden das moderne Agava-2-Wärmebildsystem und das aktive Lenkwaffen-Abwehrsystem Schtora installiert. Der erste M-84AS wurde im Juli 2004 der Öffentlichkeit vorgestellt. Hinsichtlich der äußeren Erscheinung und der Leistungsfähigkeit ist er mit dem russischen T-90S vergleichbar.
- M-95 Degman bzw. M-84D: modernste Variante des M-84 aus Kroatien

## Verbreitung

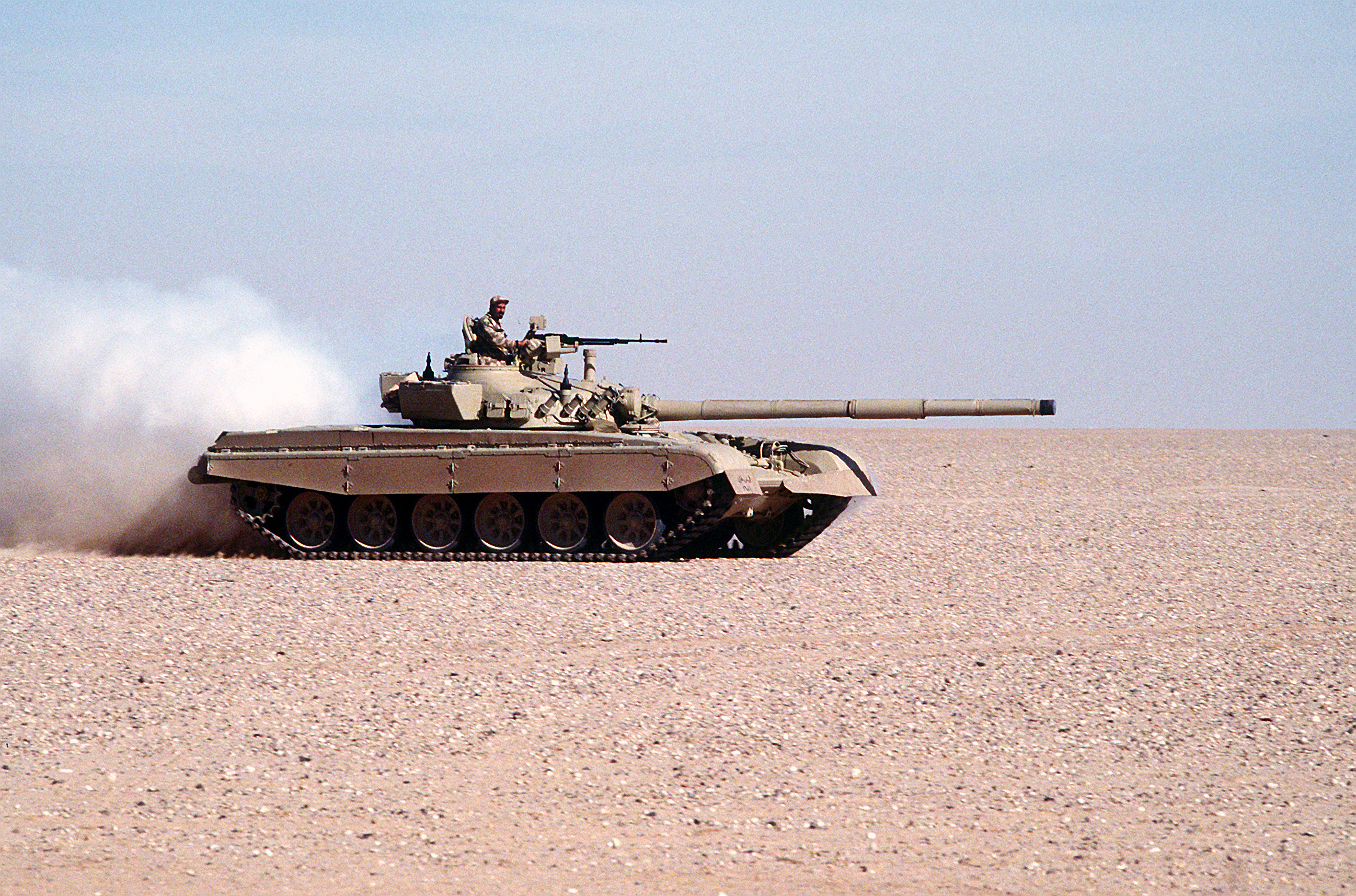
Kuwaitischer M-84AB

- Kroatien: 78 im Einsatz, vorhandene M-84 werden auf die M-84D-Version kampfwertgesteigert, zudem werden neue M-84D angeschafft
- Kuwait: etwa 141 im Einsatz, vorhandene M-84 werden auf die M-84D-Version kampfwertgesteigert, zudem werden neue M-84D angeschafft
- Bosnien und Herzegowina: etwa 87 im Einsatz
- Serbien: 212 im Einsatz, vorhandene M-84 werden auf die M-84AS-Version kampfwertgesteigert
- Slowenien: 54 M-84A4
- Ukraine: Ab Oktober 2024 liefert Kroatien 30 M-84A4 Panzer und 30 Schützenpanzer BVP M-80 an die ukrainischen Bodentruppen, um mit deutscher Unterstützung (Ringtausch) 50 Leopard 2A8 zu beschaffen.[4][5]